# Chapelle funéraire de Montouhotep II

La chapelle funéraire de Montouhotep II est une chapelle funéraire égyptienne (égyptien : mahat) construite par le roi Montouhotep II. Les vestiges de la chapelle, bien conservés, ont été découverts en 2014 à Abydos.
À Abydos, il y a plusieurs chapelles royales. Celle-ci est jusqu'à présent la plus ancienne.

## Découverte
La chapelle a été découverte le 23 avril 2014, après avoir constaté un affaissement du sol devant une maison à Abydos, en raison de fouilles illégales. La police du tourisme et des antiquités a pu trouver les creuseurs illégaux et le ministère des antiquités a envoyé plusieurs archéologues pour enquêter sur les vestiges.
Les vestiges de la chapelle sont très proches de l'enceinte du temple de Séthi Ier. À environ vingt mètres au nord de la chapelle funéraire se trouvent les vestiges d'une chapelle similaire, appartenant au roi du Nouvel Empire, Ramsès Ier. Les fouilles ont jusqu'à présent mis au jour une chambre de 2,6 m de large et à environ 4,2 m sous le niveau du sol actuel. Les murs sont construits en calcaire fin et décorés de reliefs. Ils montrent différentes divinités et le roi Montouhotep II. Une inscription plus longue indique que la chapelle a été érigée pour Osiris, Khentamentiou, Oupouaout et tous les dieux qui se trouvent à Abydos. L'inscription appelle la chapelle mahat et rapporte qu'un canal a été creusé pour la chapelle .